# Aviaprad
Aviaprad (Russisch: «Авиапрад») was een Russische luchtvaartmaatschappij met haar thuisbasis in Jekaterinenburg. Zij voerde binnenlandse en buitenlandse vluchten uit.

## Geschiedenis
Aviaprad werd in 1992 opgericht als Oeralinteravia of Ural International Airlines. In 1996 werd de huidige naam Aviaprad ingevoerd. In februari 2008 ging de maatschappij onverwacht failliet.

## Bestemmingen
Avia Prad voerde in juli 2007 lijnvluchten uit naar:
Binnenland:
- Adler-Sotsji, Anapa, Beloyarsky, Irkoetsk, Jekaterinenburg, Krasnodar, Mirny, Magnitogorsk, Moskou, Norilsk, Nizjnevartovsk, Novy Oerengoj, Njagan, Oefa, Samara, Sint-Petersburg, Sovjetski, Tsjeljabinsk

Buitenland:
- Frankfurt, Hannover.

## Vloot
De vloot van Avia Prad bestaat uit: (juli 2007)
- 2 Iljoesjin Il-86
- 2 Tupolev TU-154M
- 7 Jakovlev Jak-40
- 2 Boeing B737-500